# Golpe de Estado en Yugoslavia de 1941
El golpe de Estado del 27 de marzo de 1941 fue un alzamiento militar prácticamente incruento de parte de los oficiales del Ejército yugoslavo que derrocaron al regente Pablo de Yugoslavia y proclamaron la mayoría de edad del rey Pedro II de Yugoslavia. Se formó un nuevo gobierno, con el general Dušan Simović al frente, que a los pocos días hubo de enfrentarse a la invasión de Yugoslavia por las tropas del Eje y exiliarse ante la rápida derrota militar.
Tradicionalmente aliada de Francia, Yugoslavia había ido acercándose a Alemania durante la segunda mitad de la década de 1930, en parte como contrapeso a la hostilidad de algunos de sus vecinos, especialmente de Italia, Austria y Hungría, y en parte por motivos económicos. La progresiva ampliación del Pacto Tripartito a las naciones de los Balcanes una vez comenzada la Segunda Guerra Mundial, el ataque de Mussolini a Grecia y los planes de campaña de Adolf Hitler para contrarrestar el fracaso de este aumentaron la presión sobre los yugoslavos para alinear su política con el Eje. Tras largas negociaciones, que los Aliados no pudieron detener por falta de alternativas al apaciguamiento de las potencias fascistas, el Gobierno yugoslavo aceptó rubricar el Pacto después de lograr importantes excepciones. Esto produjo una rápida reacción en el país, con apoyo británico, entre parte de los militares, que dieron un golpe de Estado que acabó con la regencia y proclamaron mayor de edad al monarca. El nuevo Gobierno, a pesar del entusiasmo pasajero de los aliados, hubo de retomar pronto la actitud previamente criticada y no tuvo tiempo de aplicar nuevas políticas antes del ataque del Eje contra el país menos de dos semanas después del golpe, que se saldó con una rápida derrota de las fuerzas armadas yugoslavas y la partición y ocupación del país.

## Antecedentes
En los seis meses que precedieron al golpe militar, la política británica hacia el gobierno del regente Pablo cambió de aceptar con benevolencia la simple neutralidad yugoslava en la Segunda Guerra Mundial a solicitar cada vez con mayor vehemencia su respaldo en la guerra contra la Alemania nazi.

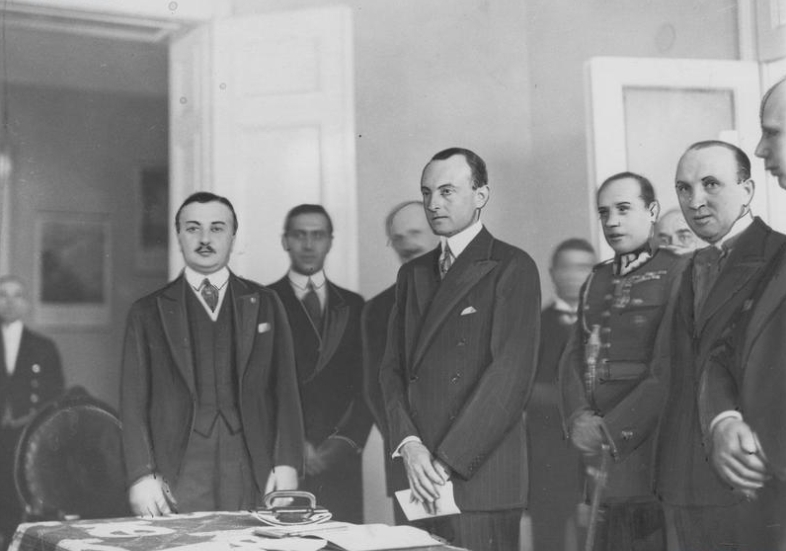
El príncipe regente de Yugoslavia, Pablo de Yugoslavia, que trató de mantener una política de neutralidad. Los conjurados lo derrocaron tras la firma del Pacto Tripartito y, tras rechazar oponerse a ellos, se exilió.

El 14 de febrero de 1941 Hitler se reunió con el regente y el primer ministro yugoslavos y solicitó la adhesión de Yugoslavia al Pacto Tripartito, sugiriendo la desmovilización del Ejército yugoslavo y la concesión de permiso para transportar pertrechos alemanes por su territorio, además de una mayor cooperación económica. A cambio ofreció un puerto en el mar Egeo y una garantía territorial. Tres días más tarde, Bulgaria y Turquía firmaban un acuerdo de amistad y no agresión, que los yugoslavos vieron como una forma de abandonar los intentos de crear un bloque neutral y abandonar a su suerte a Yugoslavia. El 1 de marzo de 1941 Bulgaria suscribió el Pacto Tripartito, aislando más aún a Yugoslavia.
A comienzos de marzo, tras negarse a reunirse con el ministro de Asuntos Exteriores británico Anthony Eden, el regente visitó secretamente Berlín (4 de marzo de 1941), donde nuevamente recibió fuertes presiones para rubricar el Pacto. Este paso, inaceptable para los británicos, hizo que redoblasen sus esfuerzos para evitarlo, que comprendían tanto maniobras diplomáticas como subversivas contra el Gobierno de Pablo. El propio regente temía la reacción en Yugoslavia si se rubricaba el Pacto, como indicó a Hitler en sus conversaciones del 4 de marzo de 1941:

Me temo que si sigo su consejo y firmo el Pacto ya no estaré aquí dentro de seis meses.

La oposición a adherirse era fuerte en Yugoslavia, y el Gobierno recibió advertencias contra la firma durante todo el invierno, a medida que el país iba acercándose paulatinamente al Eje. Los Gobiernos británico, estadounidense y soviético tampoco veían con buenos ojos el acercamiento de Belgrado a Berlín. El presidente estadounidense Roosevelt en especial, insinuó la retirada del apoyo de su país a los yugoslavos en la futura conferencia de paz si estos permitían el paso de las tropas alemanas en su ataque a Grecia.
Durante los primeros meses de 1941, sin embargo, el regente, por inclinación filobritánico, fue poco a poco cediendo a las presiones de las potencias fascistas. A finales de febrero, explicaba la postura de su país al embajador estadounidense en caso de que las tropas alemanas pasasen a Bulgaria: Yugoslavia no intervendría. Hacer lo contrario la indispondría ante sus vecinos y tal acción no sería comprendida por eslovenos y croatas. Su Ejército tampoco se encontraba listo para una guerra. La estrategia correcta, concentrar las fuerzas armadas en el sur del país, tampoco era algo factible por motivos políticos: el abandono de los territorios eslovenos y croatas no era viable. Tras el acantonamiento de tropas alemanas en Rumanía, cuya frontera no se hallaba fortificada, y el inminente paso a Bulgaria, ponían en peligro a Yugoslavia. El Gobierno yugoslavo sólo estaba dispuesto a resistir el paso de tropas alemanas por su territorio, pero no a intervenir fuera de él. Yugoslavia no intervendría ni en caso de ocupación de Salónica por el Eje, lo que produciría su aislamiento total.

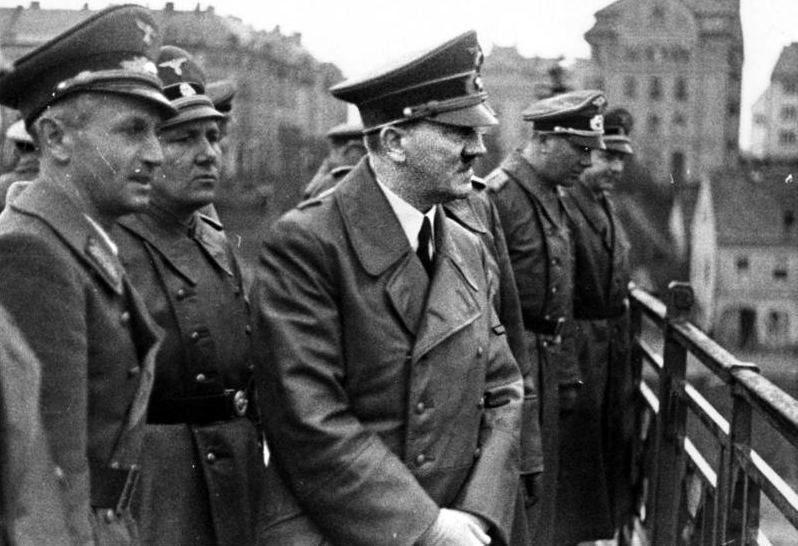
Hitler en Maribor tras la conquista de Yugoslavia. Durante el invierno y la primavera de 1941 había tratado de obtener de grado la alianza de los yugoslavos y su colaboración en el ataque a Grecia, que el golpe de Estado frustró, provocándole a invadirla pocos días más tarde.

Los británicos esperaban, por el contrario, que Yugoslavia atacase el flanco alemán en caso de que los ejércitos alemanes entrasen en Bulgaria, dispuestos a sacrificar a las pequeñas naciones neutrales con tal de vencer a Hitler. Como mínimo, los británicos solicitaban el ataque a la retaguardia italiana en Albania, que debía producir la derrota de esta y liberar unidades griegas para enfrentarse a los alemanes. El ofrecimiento británico de rectificar a favor de los yugoslavos la frontera italo-yugoslava no fue suficiente para animar al Gobierno a abandonar su neutralidad. Los británicos pasaron a sospesar acciones subversivas para evitar la alianza germano-yugoslava.
El 17 de marzo de 1941 el regente Pablo volvía a Berchtesgaden y Hitler le indicó que era la última oportunidad para que Yugoslavia se uniese al Pacto, renunciando esta vez a solicitar el uso de los ferrocarriles yugoslavos para facilitar su adhesión.
El 19 de marzo de 1941 el consejo real, convocado por el regente para decidir la postura yugoslava, aprobó aceptar las demandas alemanas para firmar el Pacto con las excepciones que los alemanes habían ofrecido ante las reticencias yugoslavas: el país no habría de aceptar el acantonamiento, ni el tránsito de tropas alemanas, ni el uso de sus ferrocarriles para fines militares, ni firmaría las cláusulas específicamente militares del Pacto. Alemania debía además permitir a los yugoslavos publicar las concesiones recibidas.
El 21 de marzo de 1941 el Gobierno aceptó la decisión del consejo real, lo que causó la inmediata dimisión de tres ministros. El 22, ante la tardanza de los yugoslavos, los alemanes presentaron un ultimátum, exigiendo una respuesta para la medianoche del 23. El 23 el futuro primer ministro del Gobierno golpista, el general Simović, advertía al regente en contra de la rúbrica del pacto. Ante el cariz que tomaba la situación, el embajador británico en Belgrado recibió permiso para apoyar un cambio de Gobierno o de régimen que evitase la alianza con el Eje (24 de marzo de 1941). El primer ministro, Dragiša Cvetković, y el ministro de Asuntos Exteriores, Aleksandar Cincar-Marković, acudieron a Viena a firmar el Pacto Tripartito el 25 de marzo de 1941.
A pesar de la firma del tratado, el Ministerio de Exteriores Exteriores británico defendió la necesidad de mantener los contactos con el Gobierno de Cvetković. El principal objetivo británico era la defensa de Grecia y de la frontera greco-yugoslava.

## Desarrollo del golpe
El golpe lo llevaron a cabo principalmente oficiales de la Fuerza Aérea. A pesar del apoyo británico a los confabulados, la iniciativa fue yugoslava. El organizador de la operación fue el general de la Fuerza Aérea Bora Mirković, que ya había contemplado la posibilidad de llevar a cabo un pronunciamiento en 1937, ante la política de acercamiento al Eje del primer ministro Milan Stojadinović. Los miembros de la confabulación eran principalmente oficiales de la Fuerza aérea, miembros de la sociedad de oficiales retirados de Belgrado y de la Sociedad Cultural Serbia. A pesar de los rumores, únicamente Mirković estaba al tanto de los detalles de la operación, que no se pusieron por escrito para evitar complicaciones con la policía. Los conjurados incluían pocos croatas y eslovenos. Mientras Mirković dirigía la operación desde las oficinas de Simović, este se encontraba en su domicilio tras haber tratado de convencer a Mirković de que pospusiese el golpe.
La mañana del 26 de marzo de 1941 el primer ministro y el ministro de Exteriores regresaron de Viena y fueron recibidos en una estación de las afueras por el vice primer ministro Vladko Maček. Mirković decidió actuar esa misma noche. El Gobierno había decidido pasar al retiro a Simović, lo que no impidió sus actividades. Mirković encargó a diversos oficiales de la Fuerza aérea ocupar los edificios principales de la capital (central de policía, de la radio, ministerio de la Guerra...) y se ordenó el arresto del gabinete. Los conspiradores contaban con el beneplácito de la jerarquía de la Iglesia ortodoxa serbia, un inspector de telégrafos que aislaría la capital del resto del país al comenzar la operación y varias unidades de tierra en Belgrado, además del control del aeropuerto capitalino.
A las 3:00 a. m. del día 27 los ministros habían sido detenidos en sus domicilios y conducidos al cuartel general. Media hora después Mirković solicitaba la presencia de Simović para entregarle el mando. El golpe se había desarrollado con una única víctima: un policía que había sido asesinado al negarse a facilitar la toma de la radio a los insurrectos.

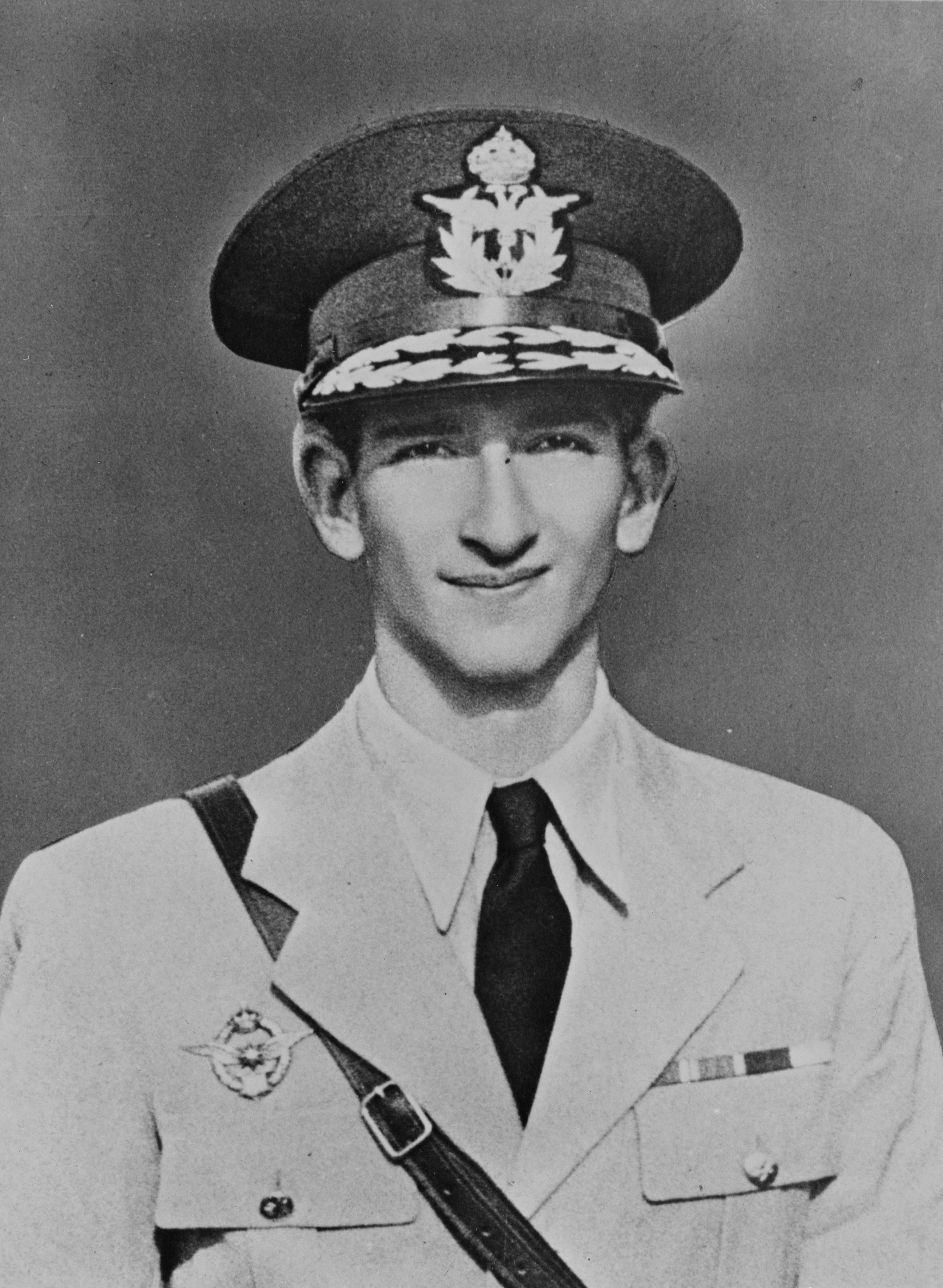
Pedro II de Yugoslavia, proclamado mayor de edad por los golpistas para legitimar su acción seis meses antes de su decimoctavo cumpleaños.

Mientras, el regente, agotado, partió en tren junto con el primer ministro hacia su residencia en Brdo, en Eslovenia, para pasar unos días de descanso el 26. Cvetković acompañó al regente unos kilómetros para informarle de los acontecimientos en Viena y luego regresó a Belgrado. A las 4 a. m. del 27 de marzo de 1941, en una pequeña estación, uno de los edecanes del regente recibió una llamada de la capital alertando de problemas antes de que se cortase la línea. Se despertó a Pablo y el tren continuó hasta Zagreb, donde llegó a las siete de la mañana.
La mañana del 27 de marzo de 1941 el palacio real fue rodeado y los golpistas emitieron un mensaje por radio a las nueve de la mañana imitando la voz del rey, llamando a la población a seguir al monarca. A las 10 las banderas de Gran Bretaña, Francia y los Estados Unidos decoraban las principales calles. A las 11 de la mañana la guardia real cedió ante las tropas rebeldes y el soberano fue trasladado al ministerio de la Guerra. A mediodía la muchedumbre ocupaba las calles para celebrar el golpe.
Mientras, el regente fue avisado a la altura de Zagreb por el vice primer ministro croata Vladko Maček, que sugirió el uso de tropas croatas para aplastar el golpe. El regente rechazó la propuesta y regresó a Belgrado. Recibido por Simović, cruzó la capital, decorada ya con banderas de los aliados y con multitudes jubilosas por las calles, para llegar al ministerio de la Guerra, donde firmó su renuncia a la regencia. Esa misma tarde partió junto con su familia hacia Atenas. El regente había solicitado asilo británico ya desde Zagreb, una vez hubo decidido no utilizar las tropas que le eran leales para oponerse al golpe.
Los insurrectos lograron que el rey firmase la proclama de la mañana, legitimando el golpe. Se formó un nuevo Gobierno con el general Dušan Simović, jefe de la Aviación, el mismo día 27. El regente fue destituido y se proclamó la mayoría de edad del rey Pedro, seis meses antes de su decimoctavo cumpleaños. Simović trató de convencer a Maček la misma mañana del golpe de permanecer en el gobierno, asegurándole el respeto al acuerdo de 1939 y recibió en esto el respaldo del regente. Maček se avino a mantener a los ministros croatas, pero se reservó su participación personal, a pesar de las presiones. El 28 de marzo de 1941 el patriarca ortodoxo Gavrilo coronaba al rey como Pedro II de Yugoslavia.

## Consecuencias
El nuevo gabinete se formó con los antiguos ministros eslovenos y croatas y nuevos representantes de los partidos serbios. El principal representante croata, Maček, tardó unos días en decidirse a permanecer en el nuevo Gobierno, receloso de los motivos de los golpistas. El Ministerio de Asuntos Exteriores quedó en manos del anciano político serbio Momčilo Ninčić, presidente de las sociedades italo-yugoslava y germano-yugoslava, como gesto de conciliación hacia las principales potencias del Eje. Su nombramiento había conllevado duras discusiones entre los alzados, que finalmente se habían inclinado por una figura que pudiese calmar a los alemanes.
Simović comunicó el 28 de marzo a los británicos su intención de no denunciar la firma del Pacto Tripartito, pero se mostró dispuesto a intervenir en caso de que los alemanes atacasen Salónica. El nuevo Gobierno, tratando de no provocar a Alemania, se negó a recibir al ministro de Exteriores británico, Anthony Eden, por entonces de gira diplomática por Europa del Este.
Hitler, convencido de la complicidad británica en el golpe, ordenó la invasión del país para el domingo 6 de abril de 1941 a las 14:30 del mismo 27 de marzo. Simović había tratado ya el mismo día 27 de apaciguar a los alemanes asegurando que el golpe no había sido en su contra y que su Gobierno mantendría la neutralidad y su actitud pasada hacia Alemania.

## Historia del gobierno Simović
El 29 de marzo de 1941 el embajador alemán recibió instrucciones de evitar los contactos con el Gobierno de Simović y excusarse por enfermedad. El Ministerio de Asuntos Exteriores alemán también recibió órdenes de evitar a los funcionarios de la embajada yugoslava. El 1 de abril de 1941, tras varios días de charlas con diversos enviados alemanes, Maček recibió el consejo de Joachim von Ribbentrop de no participar en el nuevo Gobierno. Maček, sin embargo, decidió ingresar en él y partió hacia Belgrado la tarde del 3 de abril.

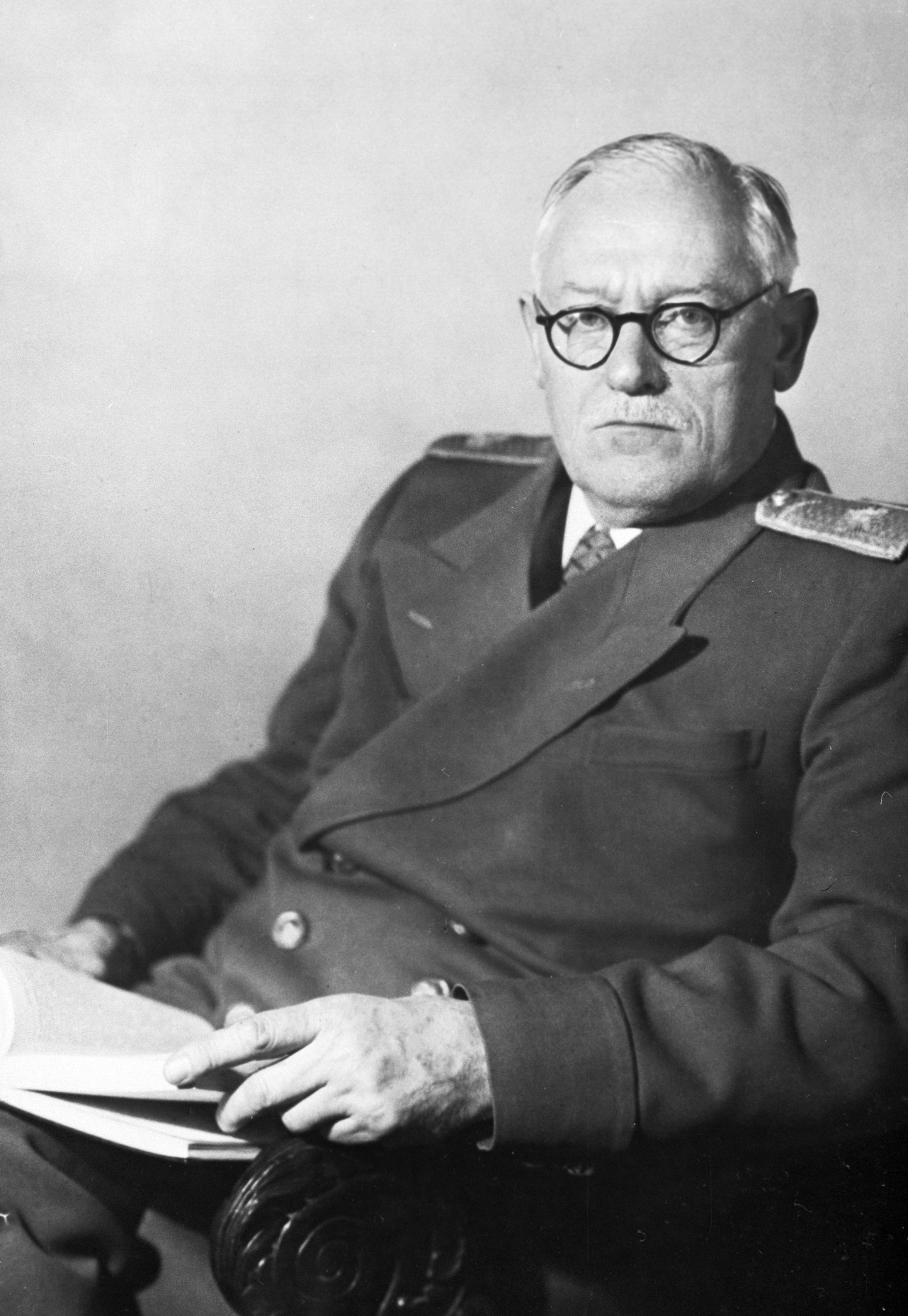
Andréi Vyshinski, viceministro soviético de Exteriores, llevó las negociaciones con el enviado yugoslavo que condujeron a la normalización de relaciones bilaterales entre los dos países, pero no sirvieron para evitar el ataque alemán de comienzos de abril.

El mismo día, Simović conversó con el jefe del Estado Mayor imperial británico, sir John Dill, que le visitó de incógnito. Simović para entonces había retomado la postura que tanto habían criticado los golpistas antes del 27 de marzo: se negó a firmar un acuerdo militar con los británicos, a dar cualquier paso que pudiese provocar a los alemanes y afirmó que las conversaciones entre los Estados Mayores no supondrían ninguna obligación a los yugoslavos. Dill describió el Gobierno de Simović como lleno de confusión y paralizado, imaginando que tendría meses para aplicar sus políticas.
El 2 de abril de 1941 Ribbentrop ordenó la evacuación de la mayoría del personal de la embajada alemana en Belgrado y la preparación de la destrucción de los documentos confidenciales. Todos los consulados salvo el de Zagreb debían cerrar a partir del 3 de abril. El día 4, las autoridades alemanas detendrían todos los barcos yugoslavos en el Danubio en aguas bajo control alemán.
El mismo día 2, el ministro de Exteriores yugoslavo envió a dos coroneles a Moscú para firmar un pacto político y militar con el objetivo de reforzar la posición yugoslava. El viceministro de Exteriores, Andréi Vyshinski, los recibió al día siguiente y se comprometió a darles una respuesta el 4 de abril. Ese día Vyshinski se mostró contrario a un pacto militar, que empeoraría las relaciones germano-soviéticas, ofreciendo en su lugar un pacto de amistad y no agresión. Los soviéticos habían informado a los alemanes de la próxima firma, que estos solicitaron que no tuviese lugar. Los yugoslavos aceptaron la propuesta de Vyshinski, dado que estipulaba la neutralidad de los firmantes en caso de ataque por un tercero y los soviéticos se mostraban dispuestos a comenzar de inmediato el suministro de armamento a los yugoslavos, además de ofrecerse a defender diplomáticamente la independencia yugoslava en Berlín. Tras un intento de los soviéticos de cambiar la propuesta que los delegados yugoslavos no aceptaron y que llevó a largas discusiones entre el embajador y Vyshinski, el pacto se firmó el día 6 gracias a una concesión de Stalin en la noche del 5 de abril de 1941.
El día 3 hubo una reunión de los delegados militares yugoslavos y anglo-griegos sin resultado. Los yugoslavos habían creído que las fuerzas británicas en Grecia eran mayores y los anglo-griegos esperaban poder trazar planes generales, cuando los yugoslavos tenían órdenes de tratar sólo la defensa de Salónica.

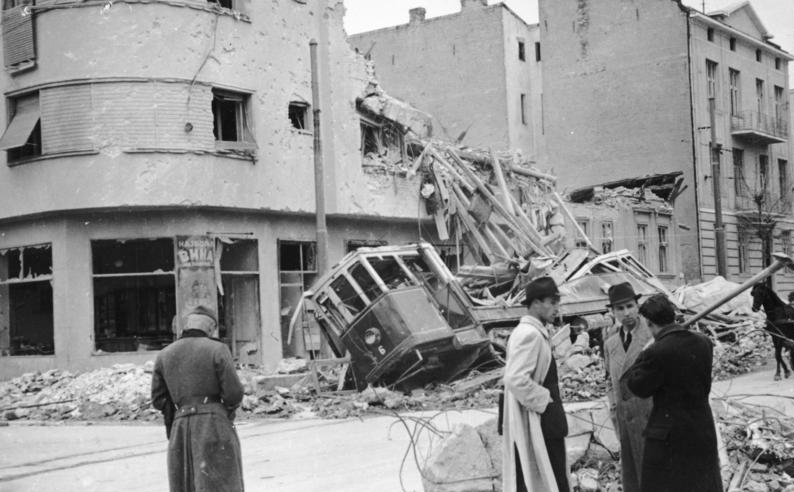
Ruinas en Belgrado tras el bombardeo alemán del que dio inicio a la invasión del país.

El 4 de abril de 1941 el Gobierno, en estado de pánico, declaró Belgrado, Zagreb y Liubliana ciudades abiertas. Tras no lograr ponerse en contacto con ningún funcionario del Ministerio de Asuntos Exteriores alemán durante días, los yugoslavos trataron de recabar la mediación italiana, pero el día 5 el gabinete no logró aprobar esta medida, solicitando a los italianos que se les permitiese responderles el día 6.
A las 5:15 a. m. de la mañana del domingo 6 de abril de 1941, la Luftwaffe bombardeó Belgrado sin previo aviso, comenzando la invasión de Yugoslavia. El ataque dejó 17 000 muertos en la capital. El agregado militar yugoslavo en Berlín había comunicado a su Gobierno la probable fecha del ataque el día 2, tras haber recibido la información de diversas fuentes. Sus reiterados avisos fueron desoídos por el Alto Mando yugoslavo, que creía que el agregado estaba siendo engañado por las autoridades alemanas.

## Fin y balance
El golpe de Estado del 27 de marzo desencadenó la inmediata represalia alemana que destruyó temporalmente el país. Por otro lado, el gesto, favorable a los Aliados, y la posterior resistencia a los ejércitos ocupantes del Eje y a las formaciones colaboracionistas, hicieron que Yugoslavia se contase entre los vencedores de la contienda, no solo conservando, sino aumentando su territorio.